# Billaramanahalli, Krishnarajpet
Billaramanahalli là một làng thuộc tehsil Krishnarajpet, huyện Mandya, bang Karnataka, Ấn Độ.